# Lepidium villarsii
Lepidium villarsii är en korsblommig växtart som beskrevs av Jean Charles Marie Grenier och Dominique Alexandre Godron. Lepidium villarsii ingår i släktet krassingar, och familjen korsblommiga växter. IUCN kategoriserar arten globalt som livskraftig.

## Underarter
Arten delas in i följande underarter:
- L. v. anticarium
- L. v. villarsii